# Сет-Фрер
Сет-Фрер (фр. Sept-Frères) — коммуна во Франции, находится в регионе Нижняя Нормандия. Департамент коммуны — Кальвадос. Входит в состав кантона Сен-Севе-Кальвадос. Округ коммуны — Вир.
Код INSEE коммуны — 14671.

## Население
Население коммуны на 2010 год составляло 351 человек.
| 1962 | 1968 | 1975 | 1982 | 1990 | 1999 | 2010 |
| ---- | ---- | ---- | ---- | ---- | ---- | ---- |
| 524  | 443  | 353  | 359  | 405  | 374  | 351  |

## Экономика
В 2010 году среди 203 человек трудоспособного возраста (15—64 лет) 157 были экономически активными, 46 — неактивными (показатель активности — 77,3 %, в 1999 году было 74,7 %). Из 157 активных жителей работали 146 человек (83 мужчины и 63 женщины), безработных было 11 (3 мужчин и 8 женщин). Среди 46 неактивных 16 человек были учениками или студентами, 18 — пенсионерами, 12 были неактивными по другим причинам.